# Húsavíkar kommuna
Húsavíkar kommuna er en kommune på Færøerne. Den omfatter bygderne Húsavík, Skarvanes og Dalur på den sydligste del af Sandoy. Kommunen blev udskilt fra Sands kommuna i 1928. 1. januar 2009 havde Húsavíkar kommuna 125 indbyggere, mod 201 i 1960.

## Politik

### Kommunalvalget 2012
Seneste kommunalvalg fandt sted 13. november 2012. Jákup Martin Sørensen fra Folkeflokken fortsatte som borgmester.
| Liste | Parti             | Stemmer | Procent | Mandater | Mandater |
| ----- | ----------------- | ------- | ------- | -------- | -------- |
| A     | Fólkaflokkurin    | 54      | 60,0    | 3        | 0        |
| B     | Sambandsflokkurin | 36      | 40,0    | 2        | 0        |
|       | I alt             | 94      | 100     | 5        | 0        |

| Liste A        | Liste A                   | Liste A        | Liste B           | Liste B                 | Liste B           |
| Fólkaflokkurin | Fólkaflokkurin            | Fólkaflokkurin | Sambandsflokkurin | Sambandsflokkurin       | Sambandsflokkurin |
| Nr             | Kandidat                  | Stemmer        | Nr                | Kandidat                | Stemmer           |
| -------------- | ------------------------- | -------------- | ----------------- | ----------------------- | ----------------- |
| 1.             | Wilhelm Petersen          | 3              | 1.                | Símun Hannus Johannesen | 6                 |
| 2.             | Jákup Martin Sørensen     | 19             | 2.                | Sjúrður Nolsøe          | 13                |
| 3.             | Jonna Jensa Anthoniussen  | 5              | 3.                | Bødvar Hjartvarsson     | 17                |
| 4.             | Gunnvá Magnussen          | 12             |                   |                         |                   |
| 5.             | Eyðvør Jónrit Sólgerð Dam | 15             |                   |                         |                   |
|                | Liste                     | 0              |                   | Liste                   | 0                 |